# The Night the Light Went On in Long Beach
The Night the Light Went On in Long Beach je prvi album v živo skupine Electric Light Orchestra, ki je izšel leta 1974, posnet pa je bil 12. maja 1974 v Long Beach Auditoriumu na Long Beachu. Naslov albuma je sposojen od pesmi »The Night the Lights Went Out in Georgia«, ki jo je posnela Vicki Lawrence.

## Ozadje in omejena izdaja
Album je bil predviden kot naslednik albuma On the Third Day, a so bili posnetki poškodovani zaradi tehničnih težav tako na odru kot zunaj njega. Težave so se začele ko se je tovornjak z opremo skupine na poti pokvaril, pred koncertom pa skupina ni imela dovolj časa za preizkus zvoka.
Številna prešanja albuma so bila tako slabe kvalitete, da je vodstvo skupine vložilo tožbo proti proizvodnem podjetju. Naslovnico albuma je oblikoval Mick Haggerty. 
Na koncu sta se tako ameriška kot britanska založba odločili da ne izdata albuma. Album je tako izšel le v Nemčiji in nekaterih drugih državah, leta 1985 pa je vseeno izšel v Združenem kraljestvu. Album ni nikoli izšel v ZDA, čeprav je bil tja uvožen in se je dobro prodajal, je pa živa verzija »10538 Overture« izšla kot b-stran singla »Evil Woman« z albuma Face the Music. Živa verzija »Roll Over Beethoven« je v ZDA izšla kot b-stran alternativne verzije »Telephone Line« v seriji reizdaj.

## Obnova
Remastering v 90. letih je popravil slabo kvaliteto albuma. Odkrito je bilo, da je bila originalna LP plošča masterizirana z uporabo slabše kopije koncerta, zaradi katere je bila kvaliteta zvoka slaba. Originalni trak je bil odkrit v trezorju proizvodnje plošč in album je bil obnovljen v boljši kvaliteti zvoka.
To je edini živi album ELO iz časa začetkov skupine.

## Seznam skladb
| Stran 1 | Stran 1       | Stran 1                     | Stran 1 |
| Št.     | Naslov        | Pisec                       | Dolžina |
| ------- | ------------- | --------------------------- | ------- |
| 1.      | „Daybreaker‟  | Jeff Lynne                  | 5:34    |
| 2.      | „Showdown‟    | Lynne                       | 6:54    |
| 3.      | „Day Tripper‟ | John Lennon, Paul McCartney | 6:40    |

| Stran 2         | Stran 2                                                | Stran 2                                  | Stran 2 |
| Št.             | Naslov                                                 | Pisec                                    | Dolžina |
| --------------- | ------------------------------------------------------ | ---------------------------------------- | ------- |
| 4.              | „10538 Overture‟                                       | Lynne                                    | 5:44    |
| 5.              | „Mik's Solo/Orange Blossom Special‟                    | Mik Kaminski/E. T. Rouse                 | 2:28    |
| 6.              | „In the Hall of the Mountain King/Great Balls of Fire‟ | Edvard Grieg/Jack Hammer, Otis Blackwell | 8:35    |
| 7.              | „Roll Over Beethoven‟                                  | Chuck Berry                              | 4:25    |
| Skupna dolžina: | Skupna dolžina:                                        | Skupna dolžina:                          | 40:20   |

## Zasedba
- Jeff Lynne	– solo vokal, električna kitara
- Bev Bevan – bobni
- Richard Tandy – Wurlitzer, Minimoog
- Mike de Albuquerque – solo vokal, spremljevalni vokal, bas
- Mik Kaminski – violina
- Hugh McDowell – čelo
- Mike Edwards – čelo